# Seznam provinciálů české jezuitské provincie

Znak Tovaryšstva Ježíšova

Toto je seznam provinciálů české provincie Tovaryšstva Ježíšova, pod něž spadaly jezuitské domy v českých zemích po uvedení jezuitů do českých zemí v roce 1556:

## Před zrušením řádu v roce 1773

### Provinciálové rakouské provincie Tovaryšstva Ježíšova (1556–1623)
- 1556–1563 Petr Canisius
- 1563–1566 Mikuláš Lannoy
- 1566–1578 Laurentius Magius
- 1578–1586 Henricus Blissemius
- 1586–1589 Georgius Bader
- 1589–1595 Barthelémy Villiers
- 1595–1600 Ferdinand Olber (1)
- 1600–1608 Alfonso Carillo
- 1608–1613 Joannes Argentus
- 1613–1616 Theodor Busaeus
- 1616–1618 Ferdinand Olber (2)
- 1618–1623 Řehoř Rumer

### Provinciálové české jezuitské provincie od roku 1623 do zrušení řádu roku 1773
Česká provincie se v roce 1623 vyčlenila z rakouské.
- 1623–1627 Řehoř Rumer
- 1627–1632 Kryštof Grensing
- 1633–1638 Daniel Kirchner
- 1638–1641 Martin Středa
- 1641–1644 Gregor Schelizius
- 1644–1648 Jan Dakazat
- 1648–1649 Martin Středa
- 1649–1652 Blažej Slanina
- 1652–1655 Ondřej Schambogen
- 1655–1658 Henricus Lamparter
- 1658–1661 Jan Pošmurný
- 1661–1665 Jan Saxius
- 1665–1670 Daniel Krupský
- 1670–1673 Simon Schürer
- 1673–1676 Georg Hohenegger
- 1676–1679 Matěj Tanner
- 1679–1682 Václav Sattenwolff
- 1682–1686 Bartoloměj Christelius
- 1686–1689 Matěj Tanner
- 1689–1693 Jan Waldt
- 1693–1697 Jakub Willi
- 1697–1699 Georg Hiller
- 1699–1703 Ferdinand Rudolf Waldthauser
- 1703–1707 Jan Miller
- 1707–1712 Jakub Stessl
- 1712–1715 František Fragstein
- 1715–1718 Jakub Stessl (1)
- 1718–1722 Franz Retz (1)
- 1722–1723 Jakub Stessl (2)
- 1724–1725 Franz Retz (2)
- 1725–1729 Julius Zwicker
- 1729–1732 Jan Seidel
- 1732–1735 Norbert Steer
- 1735–1739 František Wentz
- 1739–1743 Jan Roller
- 1743–1746 Leopold Grim
- 1746–1749 František Xaver Heissler
- 1749–1755 Baltasar Lindner
- 1756–1760 Timotheus Rajský z Dubnice
- 1760–1764 František Xaver Wissinger
- 1764–1767 Petr Janowka
- 1767–1770 Ignác Frantz
- 1770–1773 Godefried Provin

## Provinciálové po obnovení Tovaryšstva

### Viceprovinciálové od založení Československé viceprovincie v roce 1919
- 1919–1925 Leopold Škarek
- 1925–1928 Metoděj Řihák

### Provinciálové od povýšení na Československou provincii v roce 1928
- 1928–1929 Metoděj Řihák
- 1929–1933 Leopold Škarek
- 1933–1937 Josef Vraštil
- 1937–1938 Bruno Restel
- 1938–1945 Bohumil Spáčil
- 1945–1971 František Šilhan
- 1971–1991 Jan Pavlík
- 1991–1998 Josef Čupr
- 1998–2004 Vojtěch Suchý
- 2004–2013 František Hylmar
- 2013–2018 Josef Stuchlý
- 2018-2025 Petr Přádka
- od 2025 Pavel Bačo